# Clement Barbot
Clement Barbot (zabity 14 lipca 1963) – zaufany współpracownik François Duvaliera.
Współtwórca i przywódca Ochotników Służby Bezpieczeństwa Narodowego (Volontaires de la Securite Nationale, VSN, znanych jako Tonton Macoute), uczestniczył m.in. w zabójstwie Ducasse'a i Charlesa Jumelle'ów, braci Clementa Jumelle'a, kandydata w wyborach prezydenckich 1957, w których zwyciężył Duvalier. Gdy 24 maja 1959 prezydent doznał rozległego ataku serca i zapadł w śpiączkę, Barbot przejął obowiązki prezydenta, zastępując go w czasie niesprawności. Obawiając się talentu politycznego podwładnego, Duvalier po powrocie do zdrowia doprowadził do jego aresztowania 14 lipca 1960 przez Tonton Macoute i umieszczenia go w Forcie Dimanche pod zarzutem korupcji. Przetrzymywano go i torturowano przez 18 miesięcy, po czym Duvalier kazał go wypuścić. 26 kwietnia 1963 Barbot zorganizował nieudaną akcję uprowadzenia dzieci prezydenta i zmuszenia go w ten sposób to rezygnacji, w której zginął szofer dzieci i dwóch ochroniarzy. Między zwolennikami dawnych współpracowników rozgorzała walka, w czasie której 14 lipca 1963 stronnicy Duvaliera osaczyli Barbota i jego buntowników na polu trzciny cukrowej, a następnie ich podpalili i zastrzelili.